# مانوج جوشی
مانوج جوشی (به انگلیسی: Manoj Joshi) بازیگر هندی است.
از فیلم‌هایی که وی در آن نقش داشته‌است می‌توان به لبخند زیبای تو، اوه عزیزم، دروغگوی ناکجا آباد، برو راهتو برو، هنگامه، هنگامه ۲، قدرت، امسال، شرکت، عشق بیش از حد، پدر جان اول شما و اجمیر ۹۲ اشاره کرد.